# Bernac-Debat
Bernac-Debat là một xã thuộc tỉnh Hautes-Pyrénées trong vùng Occitanie tây nam nước Pháp. Khu vực này có độ cao trung bình 383 mét trên mực nước biển.